# Pilidiella
Pilidiella è un genere di funghi Ascomiceti. 

## Specie
- Pilidiella diplodiella
- Pilidiella macrospora
- Pilidiella quercicola